# 찍어라 메이드 인 와리오
《찍어라 메이드 인 와리오》는 닌텐도가 개발한 닌텐도 DSi 웨어용 게임이다. 일본에서 2008년 12월 24일 먼저 발매했으며, 대한민국에서는 2010년 4월 15일에 발매되었다.
찍어라 메이드 인 와리오는 닌텐도 DSi 카메라를 최대한 활용하는 게임이다. 이 게임에 수록된 미니게임들은 모두 닌텐도 DSi 카메라를 이용하여 게임을 즐길 수 있다.

## 평가
| 평가                                          |        |
| --------------------------------------------- | ------ |
| 통합 점수 통합사 점수 메타크리틱 53/100 [ 1 ] |        |
| 통합 점수                                     |        |
| 통합사                                        | 점수   |
| 메타크리틱                                    | 53/100 |

### 내용주
1. ↑  일본어: うつす メイド イン ワリオ 우츠스 메이도 인 와리오[*], 영어: WarioWare: Snapped!

### 참조주
1. ↑  “WarioWare: Snapped!”. 《Metacritic》. CBS Interactive. 2019년 1월 15일에 원본 문서에서 보존된 문서. 2018년 1월 6일에 확인함.